# Pipil
Pipil, indijanski narod ili grupa plemena američkih Indijanaca jezičnog roda Nahua, porodica Uto-Aztecan, nastanjeni na području današnjih srednje-američkih država Salvador, Honduras i Gvatemala. 
U vrijeme dolaska prvih Španjolaca u Srednju Ameriku iz Nove Španjolske (Meksiko) u ranom 16. stoljeću, područje poznato danas kao El Salvador nastanjivala su nomadska Nahua plemena, koja su govorila jezikom nahuat, a nazivali su se Pipil, uključujući plemena Nonualco, Izalco i Cuzcatleco. Na ovo područje dolaze oko 3000 godine pr. Kr., ili prema drugim autorima, migracije iz Meksika u Salvador i druge zemlje Srednje Amerike započinju u 8. a završavaju u 14. stoljeću. U 11. stoljeću na području Salvadora zamijenili su Pokomame i osnovali svoje središte Cuzcatlán kada se formiraj u kao poseban narod, Pipili. Osnivaju dvije glavne federativne države, podijeljene na više manjih 'kneževina' (poglavištava).
Dolaskom Španjolaca u 16. stoljeću oni 1524. i 1525. ratuju s armadom Pedra de Alvarada, ali su 1525 i poraženi. Pipili će u narednim periodima biti podvrgnuti kulturnoj i jezičnoj asimilaciji. U suvremenom Salvadoru Pipili čine stanovništvo seljaka bezemljaša i nadničara. Danas etnički broje oko 200,000 duša, poglavito u distriktu Sonsonate, ali tek oko 20 govornika još se služi materinskim jezikom. Svoj jezik nazivaju naawat.

## Vanjske poveznice
- El Salvador: National History
- Pipil
- Spanish Conquest And Colonization